# Булле, Пьер
Пьер Булле (фр. Pierre Bullet, 1639, Париж — 23 ноября 1716, Париж) — французский архитектор академического направления периода «большого стиля» правления короля Людовика XIV. Сын Пьера, Жан-Батист Булле де Шамблен (1665—1726), также был архитектором. Его сестра — Мари-Анн Булле де Шамблен — была матерью знаменитого драматурга Пьера де Мариво.
Пьер Булле учился архитектуре у Франсуа Блонделя Старшего. В 1676 году вместе с Франсуа Блонделем, директором Королевской академии архитектуры, представил королю план застройки города Парижа, известный в истории градостроительства как «План Булле и Блонделя» (Plan de Bullet et Blondel). План предполагал устройство кольца больших бульваров на правом берегу Сены вместо валов, снятых с фортификации в 1670 году.
Пьер Булле участвовал в проектировании и строительстве ворот Сен-Мартен (la porte Saint-Martin, 1674), Отеля Кроза (Hôtel Crozat, позднее Отель Риц) и Отеля д’Эврё (Hôtel d'Évreux) на Вандомской площади в Париже (1699—1707). Строил замок де Исси (Château d’Issy,1699—1709; разрушен в 1871 году), архиепископский дворец в Бурже.
Как архитектор города Парижа Пьер Булле выступал с замечаниями о природе и о дурном влиянии устаревшей канализации на городской климат и даже критиковал постройки своего учителя Блонделя. Булле был принят в Королевскую академию архитектуры в 1685 году.
Пьер Булле вошёл в историю теоретиком строительства, геодезии и архитектуры. В 1675 году опубликовал трактат об использовании пантометра (рantometer), геодезического инструмента для измерения угловых расстояний и «разных фигур». В 1688 году — «Трактат о выравнивании», содержащий теорию и практику «геодезического искусства, с описанием недавно изобретённого уровня (Sister Bullet)». В 1691 году последовал трактат «Практическая архитектура» (L’Architecture pratique qui comprend le detail du toisé, et du devis des ouvrages de massonnerie, charpenterie, menuiserie, serrurerie, plomberie, vitrerie, ardoise, tuile, pavé de grais et impression. Avec une explication de la coutume sur le titre des servitudes et rapports qui regardent les bâtimens. Ouvrage très-nécessaire aux architectes, aux experts, et à tous ceux qui veulent bâtir. Paris : J. B. Delespine : Jean-Th. Herissant, 1741). «Практическая архитектура» переиздавалась шесть раз. В 1695 году было опубликовано сочинение «Наблюдения о природе».